# 桐谷洗鱗
桐谷 洗鱗（きりや せんりん、1877年9月1日 ‐ 1932年7月19日）は、明治時代の口絵画家、大正時代から昭和時代にかけての日本画家、版画家。仏画の権威として活躍したが、急逝した。

## 来歴
富岡永洗及び橋本雅邦の門人。新潟県三島郡宮本町(現・長岡市)に生まれる。本名は長之助。深見和久太の四男であったが桐谷姓を継いだ。20歳の時に上京、永洗に師事している。永洗が没した時、その夭折を惜しむ記事を投稿している。
その後、雅邦に就いて東京美術学校日本画家選科を卒業し、1907年に文展に入選。翌年から京都、奈良の寺院をめぐり、1909年、「訪古画帖」を作る。仏教画の方に進み始めた。この間、京都の「日出新聞」に挿絵を描く。1911年、古代インド美術研究のためインドに渡り、タゴールらと交遊、岡倉天心とも会う。1911年帰国し、1917年に再びインドに渡り、アジャンター壁画を摸写。
文展には1916年「仏地憧憬の旅」、1917年「涼園」を出品。
関東大震災後の1924年（大正13年）に伝統木版画の技法によった『大正震災木版画集』（36図）を画報社から磯田長秋、西沢笛畝、織田観潮、川﨑小虎、川村彩天とともに1月から毎月3図ずつ刊行している。
1930年楽山荘壁画21面などを制作、仏画の権威として活躍。この間、3年ポーランド・ワルシャワでの日本宗教芸術展に作品100余点を出品。1931年の際には国賓待遇を受けたという。
1932年、仏教発祥の地でありながら長く途絶えているインドでの仏教復興を志し世界に呼びかけ活動していたスリランカ人のダルマ・パーラが仏教聖地サールナート(鹿野園)に寺院を建立。堂内に釈尊一代記を描こうと、仏教国で当時アジアの先進国・日本に依頼してきた。関係機関が協議し、帝展で活躍する桐谷洗鱗が選ばれたが、渡印直前に病に倒れ急逝。代わりに選ばれたのは美校時代からの親友・野生司香雪だった。

## 作品
- 「般若心中」口絵 武田仰天子作 嵩山堂版 明治35年（1902年）
- 「大石良雄」上下 口絵 塚原渋柿園作 隆文館版 明治39年（1906年）
- 『世界のお伽噺57 指環の魔力』挿絵 巖谷小波編 博文館版 明治37年（1904年）